# Далбочица
Далбочица (рум. Dâlbocița) је насељено место општине Иловац у жупанији Мехединци у Румунији. Према попису из 2021 године био је 221 становник. 

## Становништво
Према попису становништва из 2011. године у насељу је живео 281 становник. 
| Етнички састав према попису из 2011. године‍ | Етнички састав према попису из 2011. године‍ | Етнички састав према попису из 2011. године‍ | Етнички састав према попису из 2011. године‍ | Етнички састав према попису из 2011. године‍ |
| ------------------------------------------- | ------------------------------------------- | ------------------------------------------- | ------------------------------------------- | ------------------------------------------- |
|                                             |                                             |                                             |                                             |                                             |
| Румуни                                      | Румуни                                      |                                             | 280                                         | 99,6%                                       |